# Pauline von Württemberg (1800–1873)

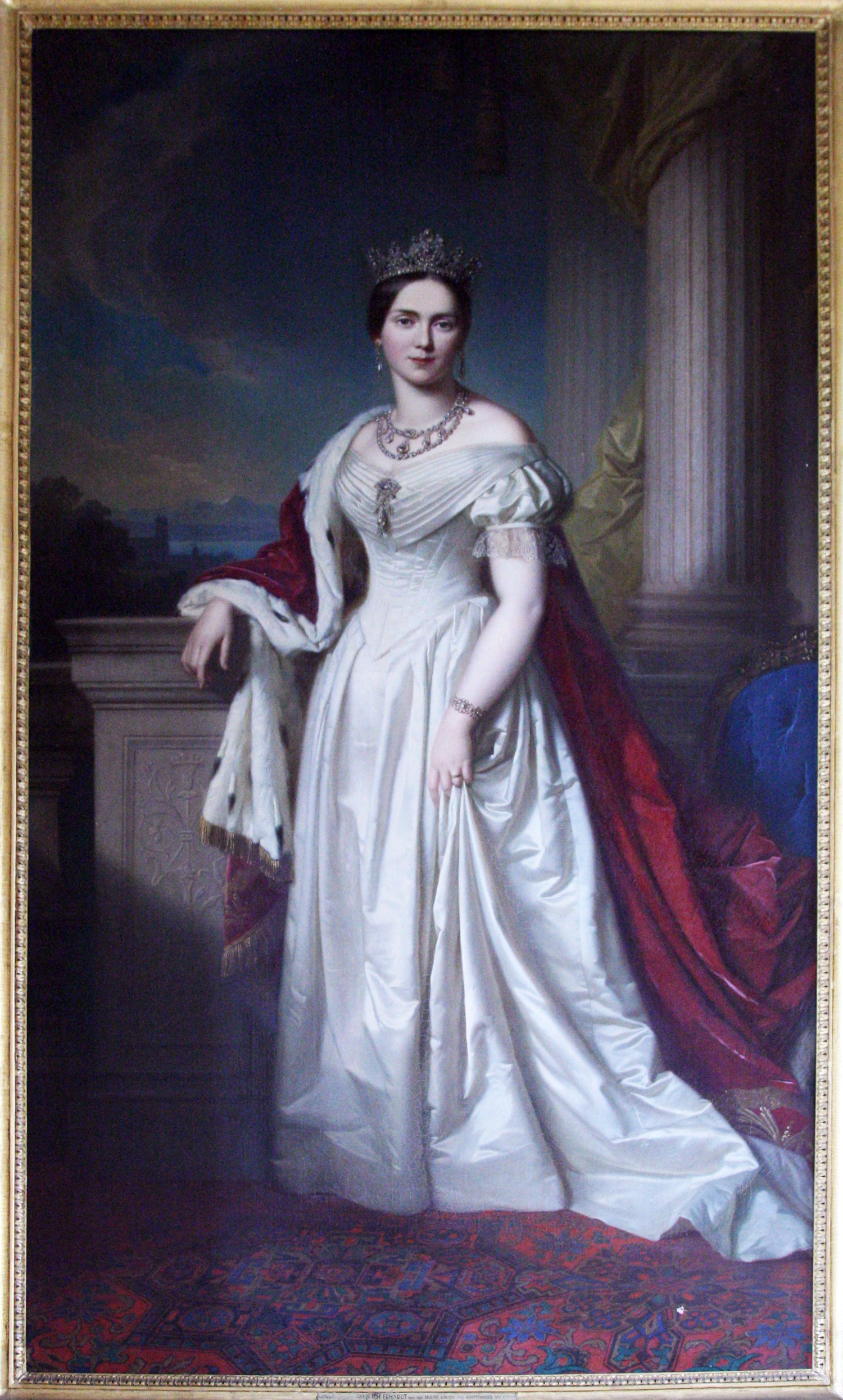
Königin Pauline von Württemberg,
Gemälde von Georg Friedrich Erhardt

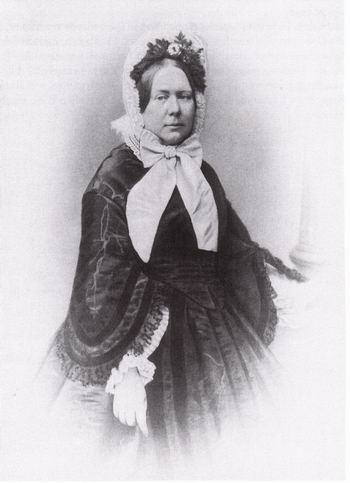
Pauline von Württemberg

Pauline Therese Luise von Württemberg (* 4. September 1800 in Riga; † 10. März 1873 in Stuttgart) war von 1820 bis 1864 Königin von Württemberg.

## Leben
Pauline war eine Tochter des Herzogs Ludwig von Württemberg und der Prinzessin Henriette von Nassau-Weilburg. Ihr Vater war der jüngere Bruder von König Friedrich von Württemberg. Herzog Ludwig, genannt Louis, diente dank der guten Beziehungen zur russischen Zarenfamilie – seine Schwester war die russische Zarin Maria Feodorowna – in der russischen Armee und als Gouverneur von Riga. Hier wurde Pauline als dritte Tochter des Paares geboren.
Auf Wunsch des Königs kehrte die Familie nach Württemberg zurück. Am 15. April 1820 heiratete Pauline ihren Cousin, König Wilhelm I. von Württemberg, Sohn von König Friedrich und seiner Ehefrau Auguste Karoline von Braunschweig-Wolfenbüttel. Pauline sah ihrer Vorgängerin, der früh verstorbenen und bald idealisierten Katharina Pawlowna, sehr ähnlich.
Pauline schenkte ihrem Gemahl drei Kinder, darunter den späteren König Karl von Württemberg. 101 Kanonenschüsse und das Geläut sämtlicher Kirchenglocken in Stuttgart verkündeten 1823 das frohe Ereignis. Doch die Ehe war nicht dauerhaft glücklich. Getrübt wurde sie vor allem durch das andauernde Verhältnis Wilhelms mit der Stuttgarter Hofschauspielerin Amalie von Stubenrauch. Ihre letzten Lebensjahre verbrachte Königin Pauline vorwiegend in der Schweiz. Nach dem Tode des Königs wurde die Entfremdung des Paares öffentlich: Die Königin war testamentarisch vom Erbe ausgeschlossen.
Pauline starb im März 1873 mit 72 Jahren in Stuttgart.
Pauline war beim württembergischen Volk sehr beliebt. Nach ihr wurden zahlreiche Straßen und Plätze benannt, zum Beispiel in Stuttgart, Esslingen am Neckar, Bad Wildbad oder Friolzheim. Von ihrer sozialen Betätigung zeugen noch heute die Paulinenpflege Stuttgart und die Paulinenpflege Winnenden für bedürftige Kinder. Auch wurden ein Pflegeheim der Ev. Heimstiftung (Stuttgart) in Friedrichshafen, das „Königin-Paulinen-Stift“ und die „Paulinenpflege Winnenden“ nach ihr benannt.
In Heilbronn sind die „Paulinenstraße“ sowie die „Paulinen-Apotheke“ nach ihr benannt.
Die Paulinenstraße wurde 1948 umbenannt. Sie hieß von 1840/41 Paulinenstraße, wurde zwischen 1947/48 in Würzburger Straße um 1948 wieder zur Paulinenstraße zu werden.

## Nachkommen
- Katharina Friederike (1821–1898), heiratete 1845 ihren Cousin Friedrich von Württemberg (1808–1870), den Neffen von König Wilhelm I. und war die Mutter von König Wilhelm II. von Württemberg.
- Karl (1823–1891), König von Württemberg 1864 bis 1891.
- Auguste Wilhelmine (1826–1898), verheiratet seit 1851 mit Prinz Herrmann von Sachsen-Weimar-Eisenach.